# Jonathan Tah
Jonathan Glao Tah (Hamburgo, 11 de febrero de 1996) es un futbolista alemán que juega como defensa en el Bayern de Múnich de la 1. Bundesliga.

## Trayectoria

### Hamburgo
Debutó como profesional el 4 de agosto de 2013, fue en la primera ronda de la Copa de Alemania, ingresó al minuto 83 por Heiko Westermann y derrotaron 4 a 0 al SV Schott Jena.
Su primer partido en la Bundesliga fue el 24 de agosto, ingresó en el último minuto del partido contra Hertha Berlín pero perdieron 1 a 0.
Hamburgo quedó eliminado en cuartos de final de la Copa de Alemania, por Bayern Múnich, Tah disputó 4 partidos, de los cuales en los últimos 3 jugó los 90 minutos.
En la Bundesliga, su equipo no tuvo una gran temporada ya que finalizaron en la posición 16, quedaron en zona de descenso. Tah disputó 16 partidos, de los cuales 14 fueron como titular y jugados completamente. Hamburgo disputó un play-off contra Greuther Fürth por un lugar en Primera para la temporada siguiente y mantuvo la categoría gracias al gol de visitante, Jonathan estuvo en el banco de suplentes y no ingresó.
Comenzó la temporada 2014-15 con Hamburgo, pero decidieron cederlo para que tenga más continuidad, su próximo destino fue en la Segunda División alemana, Fortuna Düsseldorf lo recibió.

### Fortuna Düsseldorf
Debutó en la 2. Bundesliga el 15 de septiembre de 2014, ingresó al minuto 59 y derrotaron 2 a 0 al Núremberg. Jugó un total de 23 partidos, de los cuales en 22 fue titular, recibió 6 tarjetas amarillas y fue expulsado en una ocasión. Finalizaron en la décima posición, pero Tah mostró un buen nivel.
Regresó al Hamburgo para la temporada siguiente, pero una inversión cambiaría su futuro.

### Bayer Leverkusen
El club alemán pagó 10 millones de euros por su fichaje. Se incorporó para la temporada 2015-16.
Debutó con su nuevo equipo el 8 de agosto de 2015, en la Copa de Alemania, fue titular y derrotaron 3 a 0 al Sportfreunde Lotte.
En la Bundesliga, comenzó jugando en la fecha 1 contra TSG 1899 Hoffenheim, jugó los 90 minutos y ganaron 2 a 1.
A nivel internacional de clubes, debutó en la clasificación a la Champions League el 18 de agosto contra Lazio, perdieron 1 a 0 pero en el partido de vuelta ganaron 3 a 0 e ingresaron a la fase de grupos.
Siendo uno de los jugadores con más partidos en la historia de la entidad, en septiembre de 2024 anunció que no renovaría contrato, siendo esta su 10.º y última temporada en éste.

### Bayern Múnich
El 29 de mayo de 2025 fue anunciado su fichaje por el Bayern de Múnich y firmó contrato hasta 2029. Si bien quedaba libre, se llegó a un acuerdo económico con su anterior club para que pudiera participar en la Copa Mundial de Clubes de la FIFA 2025.

## Selección nacional

### Categorías inferiores
Ha sido internacional con la selección de Alemania en las categorías sub-16, sub-17, sub-19 y sub-21.
Debutó con la sub-16 el 16 de septiembre de 2011 contra Escocia, jugó como titular y ganaron 5 a 1. En su tercer encuentro el 21 de febrero de 2012, contra la selección de España, fue el capitán y anotó su primer gol con Alemania, ganaron 2 a 1.
Con la sub-17 jugó su primer torneo oficial, fue citado para disputar la ronda de clasificación del Campeonato de Europa Sub-17 de la UEFA 2013. Debutó en la competición el 3 de octubre de 2012 contra San Marino, fue titular y ganaron 5 a 0. En el segundo encuentro su rival fue Andorra, nuevamente jugó todo el partido y ganaron 10 a 1. El último partido lo jugó contra Finlandia, ganaron 8 a 1 y clasificaron a la siguiente fase.
Fue convocado para jugar la Ronda Élite del Campeonato Europeo sub-17. El 26 de marzo de 2013 jugó el primer partido del grupo contra Bulgaria y ganaron 5 a 2. El segundo encuentro fue contra Estonia, al que derrotaron 6 a 0. Alemania llegó al último partido con 6 puntos y su rival, Ucrania, con 4 puntos, con empatar o ganar se aseguraban la clasificación, el partido comenzó con una expulsión de un ucraniano al minuto 29, pero defendieron muy bien y los teutones no pudieron vulnerar la defensa, faltando 3 minutos para el final del encuentro, Ucrania anotó un gol, lo que sentenció el partido 1 a 0. Alemania quedó eliminada al terminar en segundo lugar del grupo y clasificó Ucrania con sus 7 puntos.
Continuó el proceso de las juveniles alemanas y fue citado para jugar la ronda de clasificación del Campeonato Europeo de la UEFA Sub-19 2015. Debutó en la competición oficial sub-19 el 9 de octubre de 2014, jugó el último partido del grupo contra Kazajistán, anotó un gol y ganaron 6 a 0. Alemania clasificó en primer lugar a la siguiente fase. 
Nuevamente fue llamado a defender la sub-19, esta vez en la Ronda Élite, jugó 2 de los 3 partidos del grupo y pasaron a la fase final del torneo.
Disputó el Campeonato Europeo de la UEFA Sub-19 2015 en Grecia, Alemania quedó en el grupo B junto a España, Países Bajos y Rusia. Jonathan jugó los 3 partidos como titular, pero no clasificaron a las semifinales debido a la diferencia de goles, los 4 equipos consiguieron 4 puntos pero clasificaron Rusia y España.
El 3 de septiembre de 2015 debutó con la sub-21 alemana, fue en un partido amistoso contra Dinamarca, jugó como titular y ganaron 2 a 1.
Debutó en la clasificación a la Eurocopa Sub-21 de 2017 el 8 de septiembre, jugó los 90 minutos contra Azerbaiyán y ganaron 3 a 0.

#### Participaciones en categorías inferiores
| Competición                                                                | Sede      | Resultado              | Partidos | Goles |
| -------------------------------------------------------------------------- | --------- | ---------------------- | -------- | ----- |
| Ronda de clasificación para el Campeonato de Europa Sub-17 de la UEFA 2013 | Finlandia | Clasificado            | 3        | 0     |
| Ronda Élite para el Campeonato de Europa Sub-17 de la UEFA 2013            | Alemania  | No clasificó           | 3        | 0     |
| Ronda de clasificación para el Campeonato Europeo de la UEFA Sub-19 2015   | Letonia   | Clasificado            | 1        | 1     |
| Ronda Élite para el Campeonato Europeo de la UEFA Sub-19 2015              | Alemania  | Clasificado            | 2        | 0     |
| Campeonato Europeo de la UEFA Sub-19 2015                                  | Grecia    | Fase de grupos         | 3        | 0     |
| Clasificación para la Eurocopa Sub-21 de 2017                              | Sin sede  | En disputa[actualizar] | 2        | 0     |

### Absoluta
El 18 de marzo de 2016 fue convocado por primera vez a la selección mayor de Alemania, Joachim Löw lo citó para entrenar y estar a la orden en dos partidos amistosos.
Debutó con la absoluta el 26 de marzo en el Estadio Olímpico de Berlín ante más de 71 400 espectadores, ingresó en el segundo tiempo por Mats Hummels para jugar el partido amistoso contra Inglaterra, a pesar de lograr una ventaja de 2 a 0, finalmente los ingleses ganaron 3 a 2 con goles de Kane, Vardy y Dier.
Estuvo presente en la Eurocopa 2016 realizada en Francia, donde su selección diputó la fase de grupos ante Ucrania, Polonia e Irlanda del Norte, venciendo a los ucranianos por 2 a 0 para luego empatar a 0 con los polacos y finalmente triunfar por la cuenta mínima ante la antigua selección de George Best. En octavos de final derrotaron a Eslovaquia por un significativo 3 a 0, para posteriormente empatar con Italia en cuartos 1 a 1, teniendo que recurrir a la tanda de penales donde Alemania se alzó con el triunfo debido al fallo de Matteo Darmian. Finalmente la participación de los germanos llegaría a su término luego de perder en semifinales ante la selección local por 2 goles de Antoine Griezmann. 

#### Participaciones en Eurocopas
| Eurocopa      | Sede     | Resultado        | Partidos | Goles |
| ------------- | -------- | ---------------- | -------- | ----- |
| Eurocopa 2016 | Francia  | Semifinales      | 0        | 0     |
| Eurocopa 2024 | Alemania | Cuartos de final | 4        | 0     |

## Estadísticas

### Clubes
Actualizado al 16 de agosto de 2025.
| Club                           | Div.          | Temporada     | Liga  | Liga  | Copas nacionales | Copas nacionales | Torneos internacionales | Torneos internacionales | Total | Total |
| Club                           | Div.          | Temporada     | Part. | Goles | Part.            | Goles            | Part.                   | Goles                   | Part. | Goles |
| ------------------------------ | ------------- | ------------- | ----- | ----- | ---------------- | ---------------- | ----------------------- | ----------------------- | ----- | ----- |
| Hamburgo S. V. · Alemania      | 1.ª           | 2013-14       | 16    | 0     | 4                | 0                | —                       | —                       | 20    | 0     |
| Hamburgo S. V. · Alemania      | Total club    | Total club    | 16    | 0     | 4                | 0                | 0                       | 0                       | 20    | 0     |
| Fortuna Düsseldorf · Alemania  | 2.ª           | 2014-15       | 23    | 0     | 0                | 0                | —                       | —                       | 23    | 0     |
| Fortuna Düsseldorf · Alemania  | Total club    | Total club    | 23    | 0     | 0                | 0                | 0                       | 0                       | 23    | 0     |
| Bayer 04 Leverkusen · Alemania | 1.ª           | 2015-16       | 29    | 0     | 4                | 0                | 12                      | 0                       | 45    | 0     |
| Bayer 04 Leverkusen · Alemania | 1.ª           | 2016-17       | 19    | 1     | 2                | 0                | 5                       | 0                       | 26    | 1     |
| Bayer 04 Leverkusen · Alemania | 1.ª           | 2017-18       | 28    | 0     | 5                | 0                | —                       | —                       | 33    | 0     |
| Bayer 04 Leverkusen · Alemania | 1.ª           | 2018-19       | 33    | 3     | 2                | 0                | 3                       | 0                       | 38    | 3     |
| Bayer 04 Leverkusen · Alemania | 1.ª           | 2019-20       | 25    | 0     | 5                | 0                | 9                       | 0                       | 39    | 0     |
| Bayer 04 Leverkusen · Alemania | 1.ª           | 2020-21       | 27    | 1     | 1                | 0                | 7                       | 0                       | 35    | 1     |
| Bayer 04 Leverkusen · Alemania | 1.ª           | 2021-22       | 33    | 2     | 1                | 0                | 8                       | 0                       | 42    | 2     |
| Bayer 04 Leverkusen · Alemania | 1.ª           | 2022-23       | 33    | 1     | 0                | 0                | 14                      | 0                       | 47    | 1     |
| Bayer 04 Leverkusen · Alemania | 1.ª           | 2023-24       | 31    | 4     | 6                | 2                | 11                      | 0                       | 48    | 6     |
| Bayer 04 Leverkusen · Alemania | 1.ª           | 2024-25       | 33    | 3     | 6                | 1                | 10                      | 0                       | 49    | 4     |
| Bayer 04 Leverkusen · Alemania | Total club    | Total club    | 291   | 15    | 32               | 3                | 79                      | 0                       | 402   | 18    |
| Bayern de Múnich · Alemania    | 1.ª           | 2024-25       | ―     | ―     | ―                | ―                | 5                       | 0                       | 5     | 0     |
| Bayern de Múnich · Alemania    | 1.ª           | 2025-26       | 0     | 0     | 1                | 0                | 0                       | 0                       | 1     | 0     |
| Bayern de Múnich · Alemania    | Total club    | Total club    | 0     | 0     | 1                | 0                | 5                       | 0                       | 6     | 0     |
| Total carrera                  | Total carrera | Total carrera | 330   | 15    | 37               | 3                | 84                      | 0                       | 451   | 18    |

## Palmarés

### Títulos nacionales
| Título                | Club                | País     | Año  |
| --------------------- | ------------------- | -------- | ---- |
| 1. Bundesliga         | Bayer 04 Leverkusen | Alemania | 2024 |
| Copa de Alemania      | Bayer 04 Leverkusen | Alemania | 2024 |
| Supercopa de Alemania | Bayer 04 Leverkusen | Alemania | 2024 |
| Supercopa de Alemania | Bayern de Múnich    | Alemania | 2025 |

### Distinciones individuales
| Distinción                                                                         | Año  |
| ---------------------------------------------------------------------------------- | ---- |
| Medalla Fritz Walter de Oro Sub-19                                                 | 2015 |
| XI ideal de la Bundesliga 2015/16 según medio Goal.com                             | 2016 |
| Parte de los 59 mejores futbolistas sub-21 del mundo (#21) según medio FourFourTwo | 2016 |